# Bobót
Bobót (szlovákul: Bobot) község Szlovákiában, a Trencséni kerületben, a Trencséni járásban. Bobótszabadja tartozik hozzá.

## Fekvése
Trencséntől 25 km-re délkeletre található.

## Története
A falut és plébániáját 1332-ben a pápai tizedjegyzékben „Bodac” alakban említik először. 1439-ben „Boboth” néven szerepel. Részben a bát-trencséni uradalomhoz tartozott, részben pedig helyi nemesek birtoka. 1598-ban malma és 29 háza volt. 1720-ban 5 adózó háztartása létezett. A falu legrégibb pecsétje 1733-ból való. 1784-ben 43 házában 63 családban 299 lakosa élt.
A 18. század végén Vályi András így ír róla: „BOBOT. Tót falu Trentsén Vármegyében, földes Ura Gróf Illésházy Uraság, lakosai katolikusok, szántáson, ’s vetésen kivűl sáfrányt is termesztenek, temploma a’ SZENT HÁROMSÁGNAK tiszteletére épűlt, Bobot Lehotának filiája, határbéli földgye, réttye, legelője bőv, és elegendő, első Osztálybéli.”
1828-ban 43 háza és 348 lakosa volt. Lakói főként mezőgazdasággal foglalkoztak. Papírgyárát a 18. század közepén alapították.
Fényes Elek 1851-ben kiadott geográfiai szótárában így ír a faluról: „Boboth, tót falu, Trencsén, az uj rend. szerint Nyitra vármegyében, 280 katholikus, 5 zsidó lak. – Kath. paroch. templom. Üveghuta. F. u. a báni uradalom.”
A trianoni békéig Trencsén vármegye Báni járásához tartozott.
A papírgyárra épült a 20. században alapított JRD (tsz) cellulózfeldolgozó üzem. 1971-ben csatolták hozzá Bobótszabadját.

## Népessége
| Év:            | 1994. | 2004.   | 2014.   | 2024.   |
| -------------- | ----- | ------- | ------- | ------- |
| Emberek száma: | 771   | 725     | 757     | 719     |
| Eltérés:       |       | -5,96 % | +4,41 % | -5,01 % |

| Év:            | 2023. | 2024.   |
| -------------- | ----- | ------- |
| Emberek száma: | 728   | 719     |
| Eltérés:       |       | -1,23 % |

1880-ban Bobot 484 lakosából 425 szlovák, 35 német, egy magyar és két más anyanyelvű, illetve 21 csecsemő volt. Ebből 455 római katolikus, 24 zsidó és öt evangélikus vallású volt. Bobótszabadja 314 lakosából 297 szlovák, 6 német és 3 más anyanyelvű, illetve 8 csecsemő volt. Ebből 308 római katolikus és 6 zsidó vallású.
1910-ben 611 lakosából 558 szlovák, 30 német és 23 magyar anyanyelvű volt. Bobótszabadja 368 lakosa szlovák anyanyelvű volt.
2001-ben 724 lakosából 716 szlovák volt.
2011-ben 755 lakosából 690 szlovák, 2-2 cseh, német és morva, illetve 59 ismeretlen nemzetiségű volt.

## Nevezetességei

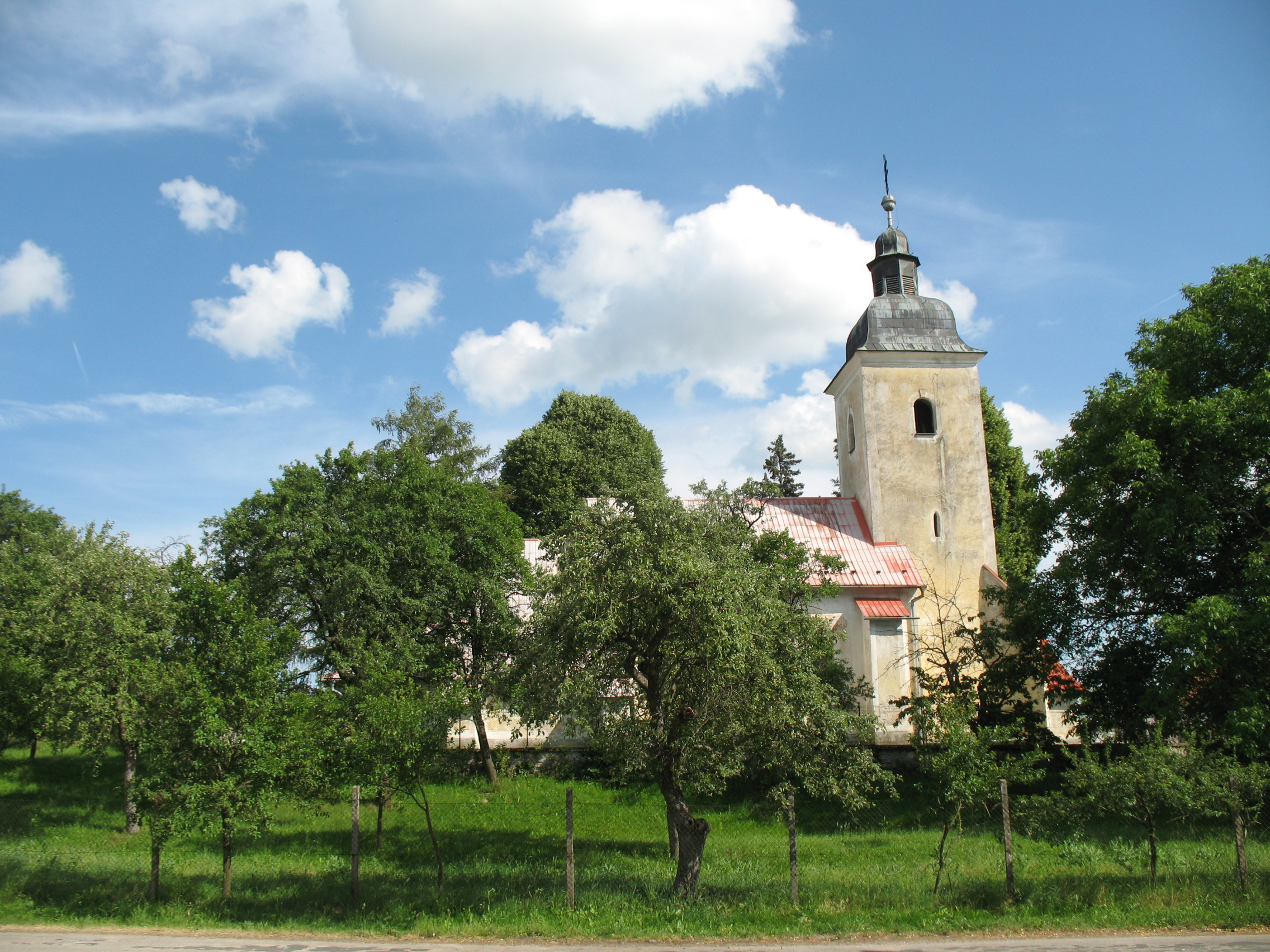
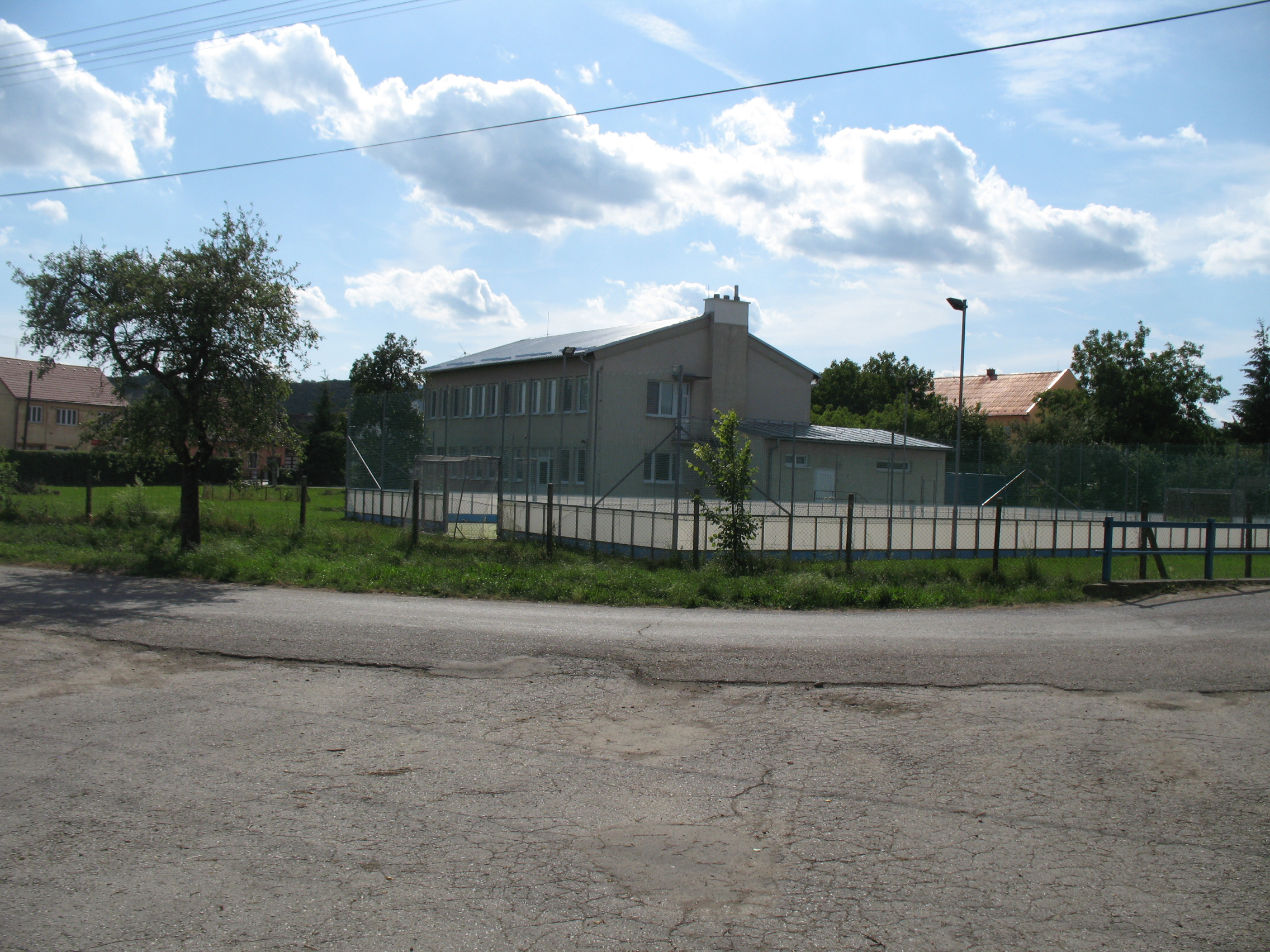

- Szent Miklós tiszteletére szentelt gótikus temploma a 13. században épült. A 17. században átépítették.

## Lásd még
- Bobótszabadja